# 克里斯蒂安·马森
克里斯蒂安·马森（丹麥語：Kristian Madsen，1893年2月12日—1988年3月10日），丹麦男子竞技体操运动员。他曾代表丹麦获得1920年夏季奥运会体操比赛男子团体瑞典式银牌。他于1988年在霍爾斯特布羅去世。